# Carlos Brandt
Carlos Luis Brandt Tortolero (Miranda, estado Carabobo, Venezuela, 11 de octubre de 1875–Caracas, 27 de febrero de 1964) fue un escritor, historiador, doctor en filosofía, promotor del vegetarianismo, ensayista, novelista, biógrafo, musicólogo, médico naturista y anarcopacifista venezolano.

## Biografía

### Juventud
Carlos Brandt Tortolero era descendiente de inmigrantes alemanes. Sus padres Carlos Brandt —un próspero hacendado dedicado al cultivo y exportación de café— y Zoraida Tortolero de Brandt le brindaron la oportunidad de vivir en un hogar donde la distinción y el apego a las artes y la cultura eran una forma más de la cotidianidad. Alrededor de los once años se traslada junto a su familia a Puerto Cabello, donde va a cursar la escuela primaria. Siendo enviado a estudiar en Alemania alrededor de los catorce años, allí ingresó en el Pro-Gimnasium de Hamburgo. Muy joven aún, viajó por Alemania y Francia regresando a los diecinueve años a Venezuela con perfecto dominio del alemán, del francés y del inglés, hablaba además latín y griego idiomas que le abrieron las puertas a textos que no habían sido traducidos al castellano.

### Regreso a Venezuela y el exilio
Habiendo adquirido a temprana edad las bases de una sólida educación y un interés enorme por la lectura se convirtió en un hombre de una profunda cultura. Mantuvo correspondencia con los hombres más ilustres de su época, entre ellos, León Tolstoi uno de sus autores favoritos con el que establece una relación de amistad, al punto que el mismo Tolstoi le pide que traduzca uno de sus libros Serias Consideraciones sobre el Estado y la Iglesia el cual fue publicado en 1901.
Para 1913, llevaba una vida tranquila en Puerto Cabello, compartiendo su tiempo entre la escritura y su trabajo al frente de una librería y una agencia de periódicos, además de desempeñarse como traductor y colaborar en revistas y periódicos. Ya había publicado alguna de sus obras, entre ellas El fundamento de la moral, del cual tuvo que arrojar al mar la primera edición por temor a persecuciones políticas, dejando un solo ejemplar que amplió y publicó en Nueva York, cinco años más tarde.
Catalogado como un hombre de grandes sentimientos, libre pensador, civilista y liberal, se opuso a la dictadura gomecista, para entonces escribía para el periódico el “Pregonero”, diario contrario al régimen, que se atrevió a presentar un candidato para enfrentarlo al dictador Juan Vicente Gómez, Carlos Brandt fue a dar a la cárcel, permaneciendo prisionero en el Castillo Libertador de Puerto Cabello y en La Rotunda de Caracas.
De esta época de su vida nos cuenta con horror que la cárcel fue un infierno, que los mantenían casi desnudos sin un banco ni una cama en que sentarse o acostarse, sólo el suelo húmedo para dormir rodeados de todas clases de alimañas y de un olor fétido que asfixiaba. Fue el precio que pagó por defender la libertad de expresión y los derechos humanos, de los cuales se convirtió en un gran defensor. Esta experiencia va a inspirar su libro La época del terror en el país de Gómez. Otra de sus obras contra los regímenes dictatoriales fue La tiranía de Cipriano Castro.
Al salir de prisión en 1918 pasa al exilio durante muchos años, radicándose al principio junto a su esposa en Barcelona. En España colaboró en publicaciones periódicas como Estudios y Tiempos Nuevos. Viaja por Italia, Bélgica, Holanda, los Estados Unidos, Alemania y Nueva York. La obra literaria de Carlos Brandt es muy amplia y tiene por base su profunda formación intelectual que además se va a enriquecer por el intercambio cultural producto de sus viajes y vivencias por otros países. Sin embargo ante la muerte del dictador Juan Vicente Gómez, Brandt volvió a Venezuela junto a su hermano menor Augusto, eminente violinista y compositor exilado en los Estados Unidos. Habiendo sido fuertes opositores al régimen gomecista ambos alcanzaron gran reconocimiento como civilistas de admiración y respeto de los derechos humanos.
Físicamente Carlos Brandt era un hombre de gran estatura, de piel más bien pálida y mirada limpia y transparente, le gustaba caminar inmerso en su propio mundo. Distraído y ausente, daba la impresión de encontrarse siempre ajeno y pensativo. Casado con una porteña, no tuvieron descendencia, vivieron con sencillez, ella dedicada al hogar y él compartiendo el tiempo entre sus escritos y un modesto empleo ofrecido por el gobierno del general Eleazar López Contreras, en la dirección de Correos. Se le considera el fundador del naturismo en Venezuela, era absolutamente vegetariano y prefería acudir a las plantas para tratar sus dolencias que ir al médico.

### Brandt, colaborador de grandes pensadores
Fueron varias las causas que abrazó Carlos Brandt y por las cuales luchó consecuente y coherentemente mediante su verbo y su escritura; el naturismo, como sistema de vida y de sana alimentación vegetariana; el pacifismo, como elevada expresión de amor a la humanidad y búsqueda de la libertad, la justicia, la fraternidad y la igualdad; el librepensamiento, que coloca a la razón como brújula que orienta al hombre y le preserva de dogmas y sectarismos; el espiritualismo, como guía filosófica que invita a la comprensión de Dios y su omnipresencia universal, y al reconocimiento de la existencia y supervivencia del alma y su continuidad evolutiva.
Intelectuales del mayor prestigio mundial se correspondieron con él y expresaron admiración e identificación con su pensamiento. Sobresalen entre ellos, Ernst Haeckel, el biólogo y filósofo alemán, el crítico Max Nordau, Gabriela Mistral, Bernard Shaw, Raffaele Garofalo, Benedict Lust y Alfred Russell Wallace. El propio Albert Einstein le dijo en el prólogo de su ensayo filosófico El problema vital: «Su teoría sobre la ley de la conservación de la vida, es al mundo moral, lo que al mundo físico es mi teoría sobre la conservación de la energía».
Buena parte de su tiempo y esfuerzo lo dedicó a escribir estudios biográficos de grandes protagonistas de la historia, y merced al garbo de su pluma y de su ingenio, fueron brotando auténticas obras maestras que ilustran y recrean las vidas de Beethoven, Bruno, Cervantes, Pitágoras, Diógenes, Jesús, Leonardo, Colón, Baruch Spinoza y muchos más. Obras de análisis y de exégesis, que le han consagrado como biógrafo de primera línea, sin nada que envidiar a especialistas de la talla de Zweig, Maurois o Ludwig. Carlos Brandt fue un gran admirador del filósofo holandés Baruch Spinoza y esto queda plasmado en su libro Spinoza y el panteísmo (1941).
Carlos Brandt dentro de su amplia cultura es conocedor del pensamiento de Karl Marx y Friedrich Engels, pero su pensamiento fue tan claro y trascendente que llegó a ser un filósofo panteísta.

### Muerte
Carlos Brandt se muda a Caracas a mediados de los años 1950 viviendo en condiciones de pobreza. Muere en una clínica gerontológica de Caracas el 27 de febrero de 1964.

## Familia
Augusto Brandt, hermano menor de Carlos Brandt, nació en 1892 en Puerto Cabello. En esta ciudad estudió violín, piano y principios básicos de composición. En 1910 compuso una "Marcha Triunfal" para el centenario de la declaración de la independencia. En ese mismo año, había sido becado para estudiar en Europa, donde recibió el primer premio en violín del Conservatorio Real de Bruselas, ciudad donde se entrevistó con Teresa Carreño, a quien el violinista cubano José White, que era jurado permanente en ese concurso, le había hablado de él. El joven violinista la visitó en su camerino después de su aplaudido concierto, donde el público, eufórico, exclamaba de pie: ¡Viva Teresa Carreño! ¡Viva Venezuela!, lo cual sería la primera vez que se exaltaba al país en el extranjero. En Bélgica fue discípulo del eminente violinista Cesar Thomson en el Conservatorio Real de Bruselas. Su interés por la música y su esencia lo hicieron convertirse en un brillante pianista. Tanto el como su hermano Carlos habían sido fuertes opositores al régimen dictatorial por lo cual tuvieron que permanecer ambos durante algún tiempo en el exterior. En 1917 Brandt viajó a Nueva York donde llegó a ser "concertino" de la Orquesta Sinfónica del Teatro Paramount. En esa ciudad vivió 20 años e incluso logró convertirse en director de orquesta, además de ganarse una merecida fama allí como pedagogo del violín.
Sus interpretaciones más destacadas al violín fueron: Caprichos de Paganini, la sonata Trino del diablo de Tartini, La fuente de Aretusa de Szymanowski, y la Sonata n.º 2, OP 27, de Ysayé. Su "Himno Panamericano" fue estrenado en el auditorio del prestigioso hotel Waldorf-Astoria de Nueva York. La apoteosis de Brandt se produce cuando dirige la orquesta de la Catedral de San Patricio de Nueva York, interpretando “Bolívar en el Panteón”, con éxito arrollador. Fue nombrado director de la orquesta de radio WOR de Nueva York, sin embargo ante la muerte del Dictador Juan Vicente Gómez, Brandt volvió a Venezuela. Los hermanos Brandt alcanzaron gran reconocimiento como civilistas de admiración y respeto de los derechos humanos. Nuevamente en Venezuela Brandt llegó a ser titular de la Orquesta de Concierto y en una ocasión fue llamado con carácter de urgencia para suplir al acompañante del violinista de renombre universal Mischa Elman, quien debía participar en un programa en vivo en la radio "La Voz de la Philco", ante el momento apremiante, Brandt, lleno de simpatía le acompañó en obras como la Sonata No 3 de Brahms y la Sonata de Primavera de Beethoven. También el concertista ensayó los "Aires gitanos" de Sarasate la cual le sirvió para acompañar al concertista sin el uso de partitura. El encuentro finalizó con una participación de Brandt al violín en el que interpretó de su autoría el " Joropo de Concierto ", pieza de muy difícil ejecución. Fue el mismo huésped quien aplaudió la hazaña del venezolano y este acto lo hizo transcender a las páginas de la historia musical porteña.
Augusto Brandt como compositor escribió trabajos orquestales. Entre las obras más famosas se encuentran: " Adiós a las Gaviotas ", y una Sonata-Fantasía para piano. Entre sus piezas de violín destacó el  "Joropo de Concierto" que le dio tantas satisfacciones.
Entre su obra popular son muchos los temas brillantes que forman hoy parte del rico repertorio musical venezolano: " Tu partida ", " Besos en mis Sueños ", " Recuerdos de Mi Tierra " y muchas obras que permanecieron inéditas lo que significa una pérdida lamentable en el mundo musical universal. En ocasión del traslado de los restos del poeta Abigaíl Lozano, escribió su  triunfal "Himno a Bolívar", pieza clásica de preeminencia en la música venezolana.
Augusto Brandt lamentablemente dirigió su propia muerte suicidándose en el mes de marzo de 1942 en la ciudad de Caracas. Este trágico final no es ningún obstáculo para considerar a Augusto Brandt como el más notable violinista del pasado en Venezuela. Su obra, quizás debido a su trágica muerte nunca ha sido reconocida, sin embargo, el concejo municipal de Puerto Cabello ha hecho honor a su trayectoria con una flamante plaza que hoy ostenta su nombre y tiene como icono central un violín.

## Escritos
He aquí la lista de sus obras fundamentales, según el orden que pauta la primera edición de cada una:
- Análisis critico de la Biblia / Critical Analysis Of The Bible
- Bajo la tiranía de Cipranio Castro, Tipografía Vargas, 1952
- Beethoven, Su Vida, Su Obra, Y El Sentido De Su Música / Beethoven: His Life, His Work & The Sense Of His Music 1940, 1954
- Belleza De La Mujer, Tratado De Las Proporciones Armoniosas Del Cuerpo Humano Y De La Importancia Filosófica, Artística Y Sociológica De La Belleza Física / The Beauty Of Woman: The Harmonious Proportions Of The Human Body & The Philosophical, Artistic & Sociological Importance Of Physical Beauty 1935
- Camino De Perfección / The Way Of Perfection
- Cervantes: El Titán De La Literatura Y Su Obra Maestra: El Quijote / Cervantes: The Titan Of Literature & His Masterpiece: Don Quixote, 1942, Las Novedades, Caracas
- Colon / Columbus
- Diógenes: El Atleta De La Voluntad / Diogenes: The Willing Athlete
- El Anarquismo En América Latina / Anarchism In Latin America
- El Estado Y La Iglesia / The Estate & The Church
- El fanatismo religioso, Editorial Símbolo
- El Fundamento De La Moral / The Fundamental Basis Of Morality 1918, 1926 Librería Sintes, Barcelona
- El misterioso almirante y su enigmático descubrimiento Ministerio de Educación Nacional, Dirección de Cultura, 1949
- El Misterioso Almirante Y Su Enigmático Descubrimiento: Biografía Caracas / The Mysterious Admiral & His Enigmatic Discovery: A Biography Of Caracas
- El Modernismo / Modernism 1994
- El Problema Económico-Social / The Social-Economic Problem
- El Problema Vital / The Vital Problem: The Path To Health, Wisdom & Universal Peace 1924, 1969, 1999, Instituto De Trofoterapia, Barcelona and Benedict Lust Publishers, New York (1924)
- El Sendero De La Salud / The Path Of Health
- El Vegetarianismo / Vegetarianism
- Filosofía Del Vegetarismo / The Philosophy Of Vegetarianism 1927, Librería Sintes, Barcelona
- Fundamentos de la Moral (The Vital Problem)
- Giordano Bruno, El Mártir Más Auténtico De La Historia / Giordano Bruno: The Most Authentic Martyr Of History Kier, 1940
- Hight and Right (en inglés)
- Jesús, El Filósofo Por Excelencia / Jesus: The Philosopher Par Excellence 1939
- La Belleza De La Mujer / The Beauty Of Women
- La Clave Del Misterio / The Key To The Mystery
- La Dictadura Gomecista / The Gomecist Dictatorship
- La Época Del Terror: En El País De Gómez / The Age Of Terror: In The Country Of Gomez
- La Paz Universal / Universal Peace
- La Superstición Médica / Medical Superstition
- Leonardo da Vinci: El Profeta De Los Profetas / Leonardo da Vinci: The Prophet Of Prophets, Editorial Latorre Caracas 1939, Simon & Schuster 1993
- Los Enigmas De La Ciencia / The Enigmas Of Science
- Naturaleza Frugivora Del Hombre / The Frugivorous Nature Of Man
- Patología Racional: Las Enfermedades, Su Origen Y Curación / Rational Pathology: Illnesses, Their Origin & Cures 1942, 1949, Ediciones Universo, Toulouse
- Pitágoras y Vegetarianismo / Pythagoras & Vegetarianism, 1970, Instituto De Trofoterapia, Barcelona
- Pitágoras, Padre De La Sabiduría Europea / Pythagoras, Father Of European Wisdom
- Siluetas Luminosas / Luminous Silhouettes
- Spinoza y el Panteísmo 1941 / Spinoza & Pantheism 1972